# 扇絵
扇絵（おうぎえ）とはおよそ平安時代から描かれている肉筆画の一種である。

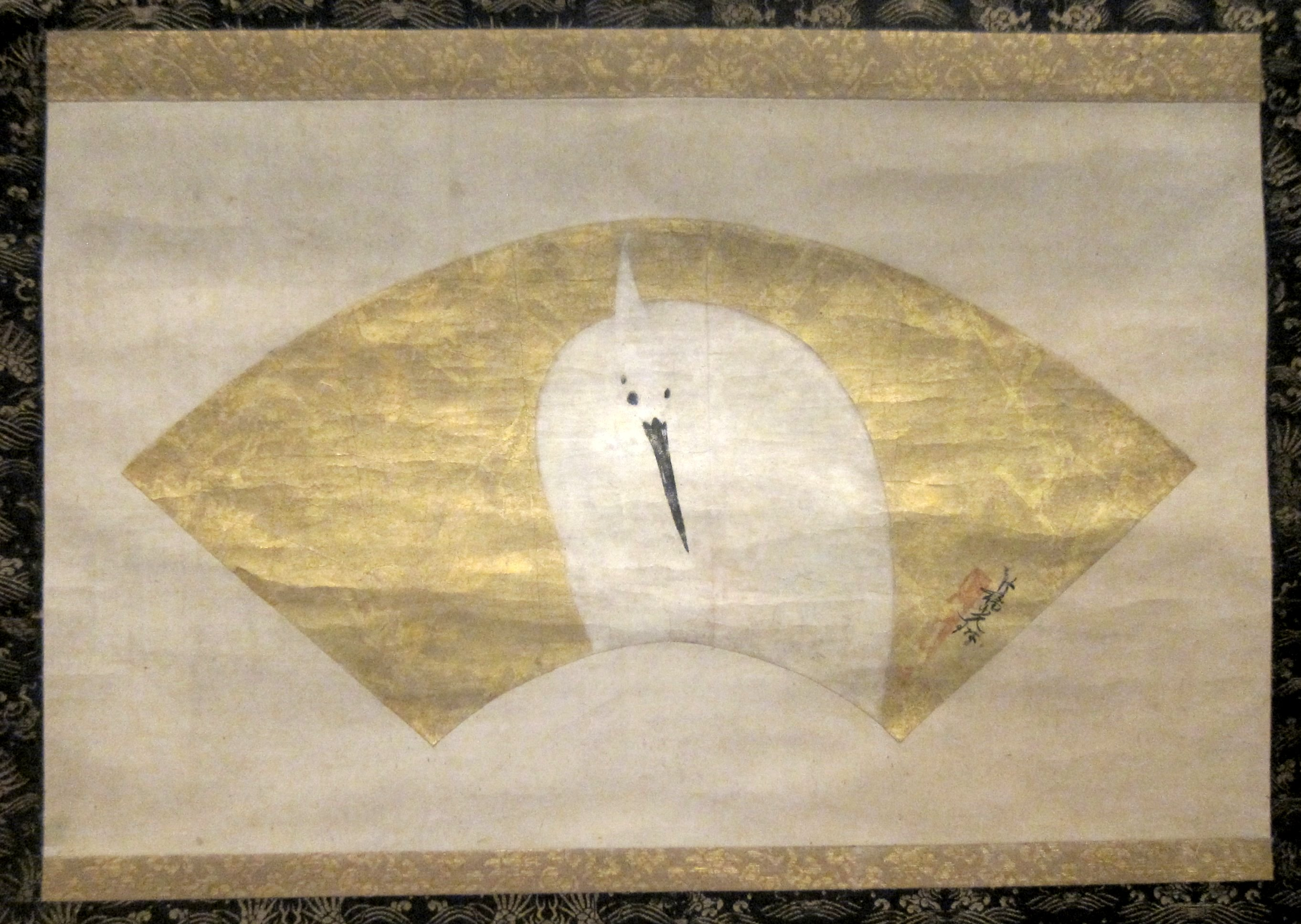
尾形光琳「白鷺」1701～1716年、ホノルル美術館所蔵

## 概要
日本ではおよそ平安時代ころから檜扇や扇（扇子）に絵を描くことが行われるようになった。この扇に描かれた絵画を扇絵といった。また、扇絵は扇面画ともいい、金銀などの下地の上に色彩豊かに描かれ、平安時代末期から室町時代にかけて日本の特産品として中国に輸出された。また、そうして装飾された扇面を、屏風に貼り付けて鑑賞されることも行われるようになっていった。江戸時代には俵屋宗達、宮崎友禅らが扇絵を得意としていた。また、風俗画として一点あたりの単価が比較的安い浮世絵版画が誕生し、多数の浮世絵師が登場してくると、肉筆画を主に描くような絵師も現れ、そのようななかから鳥居清信、鳥居清長、喜多川歌麿、鳥文斎栄之、歌川豊国、歌川国芳、歌川国貞、葛飾北斎、河鍋暁斎といった絵師が小画面の扇絵を描くようになった。

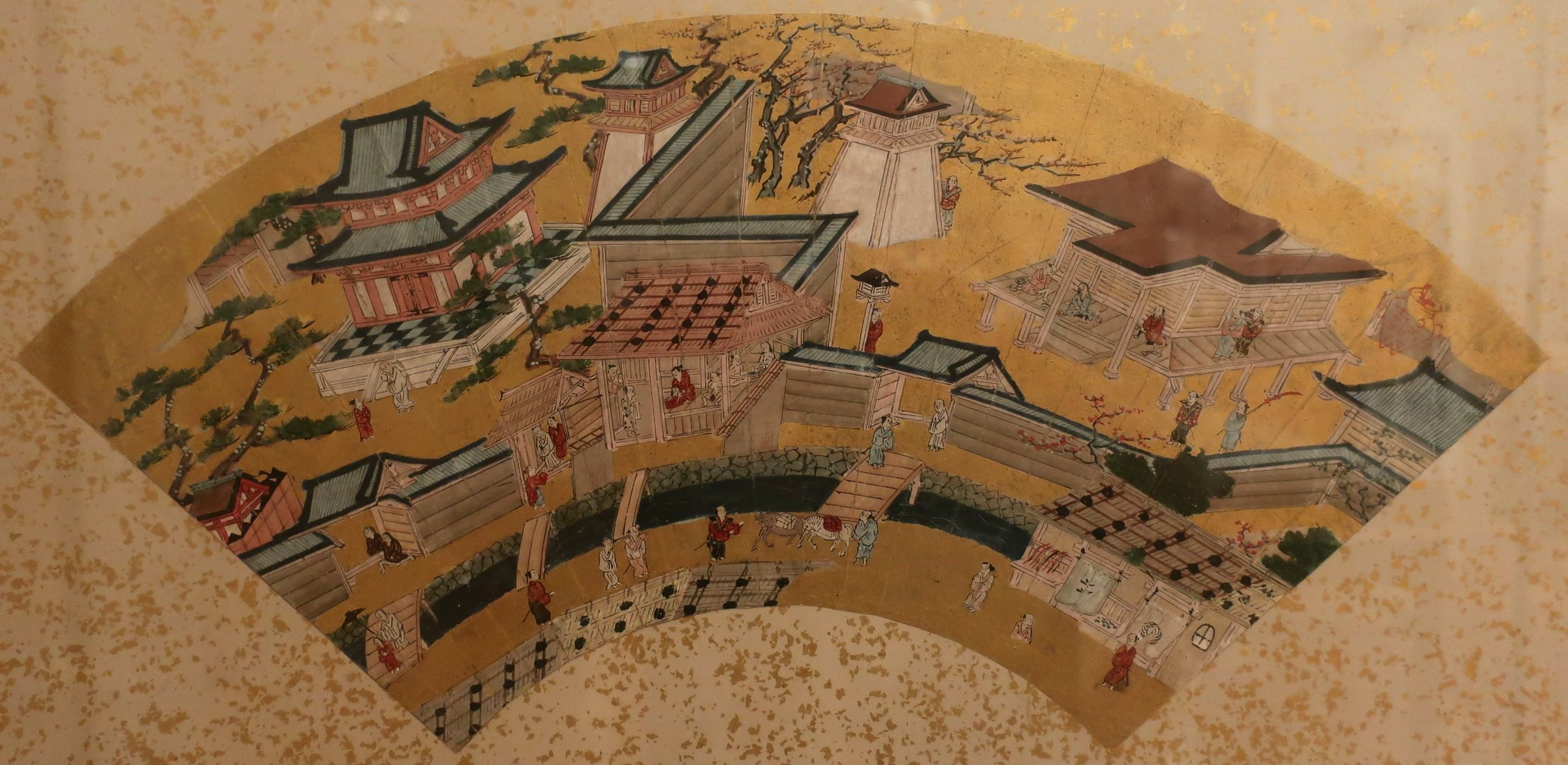
狩野宗秀1580年代初頭
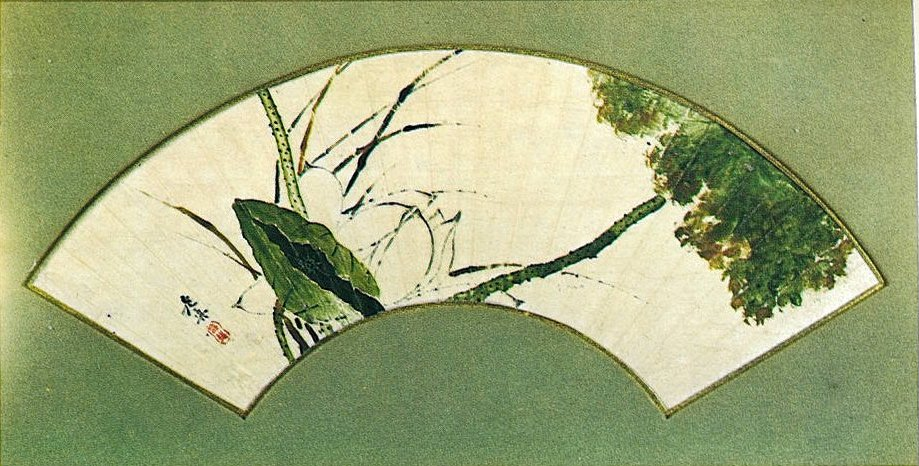
柴田是真「野草と蓮」
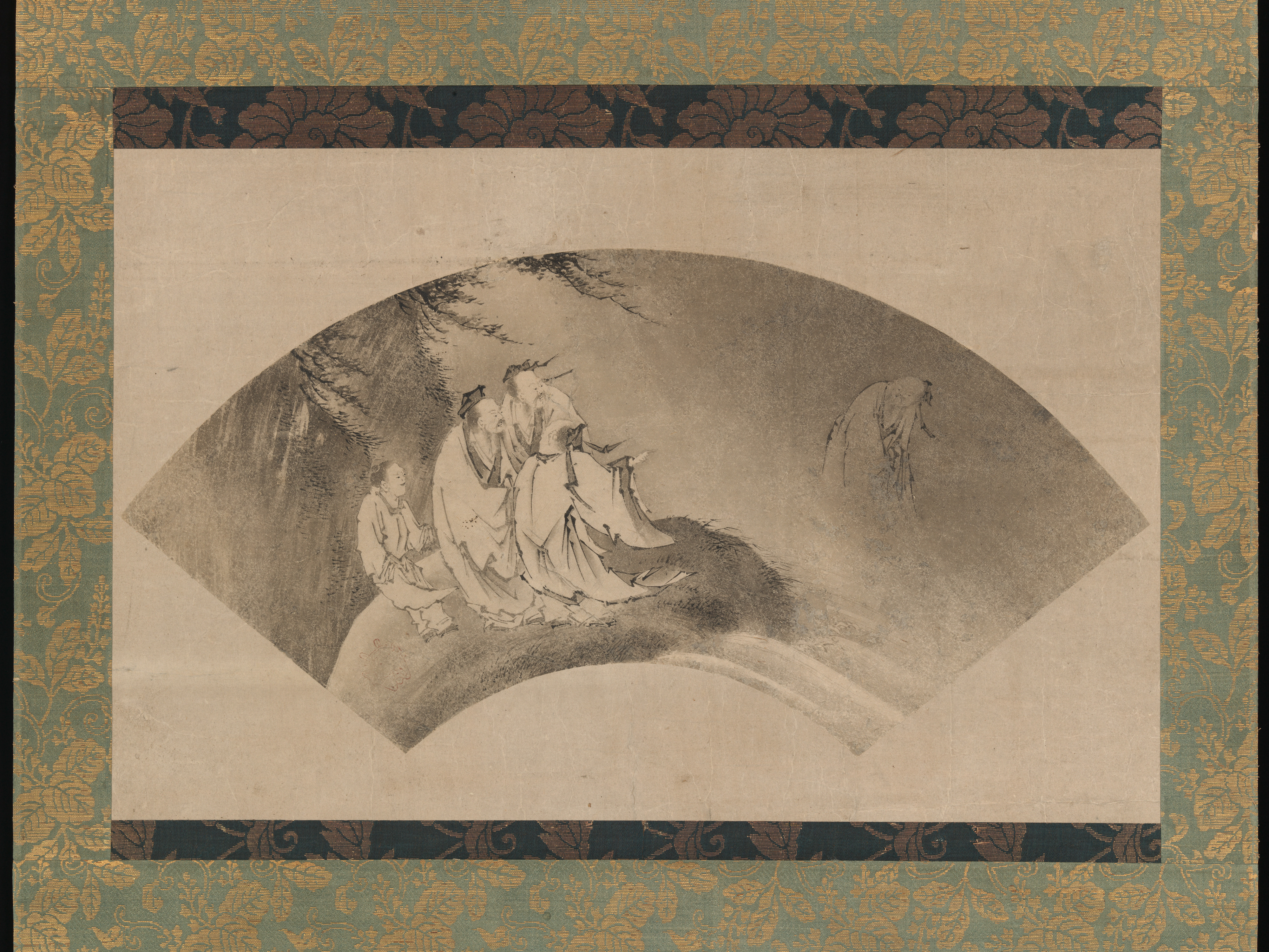
伝狩野之信「列子御風図扇面」
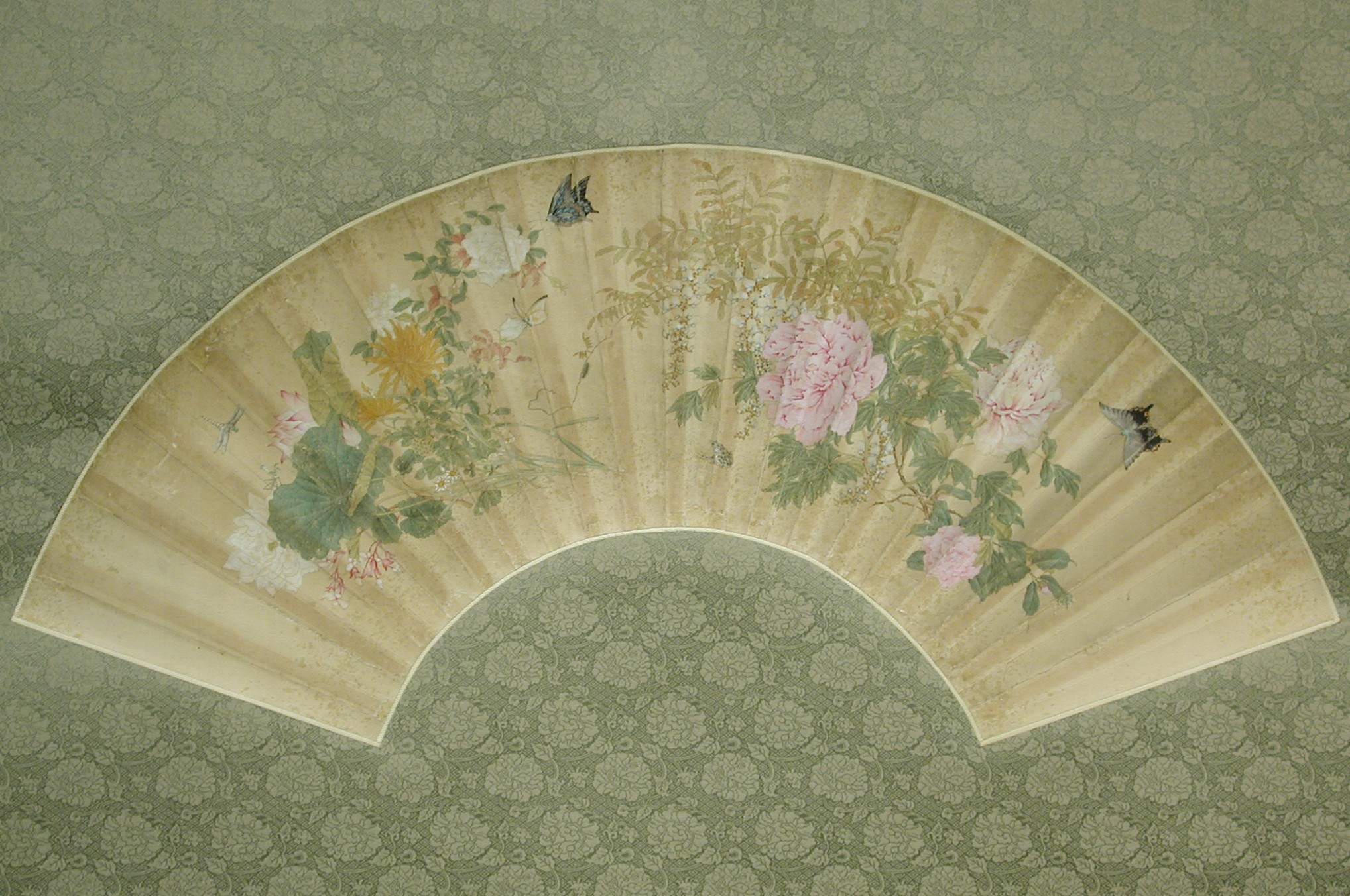
葛飾為斎
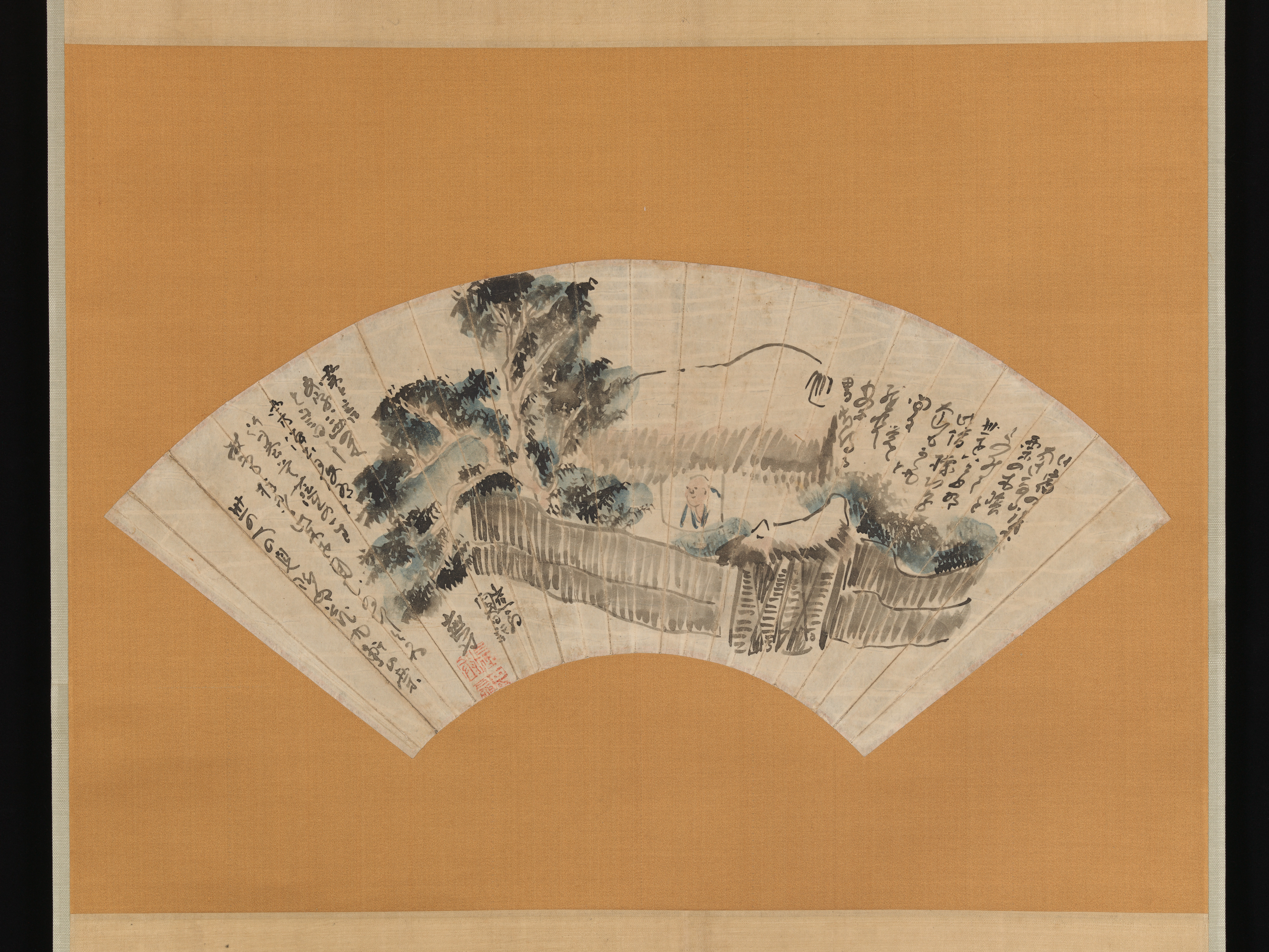
与謝蕪村「奥の細道図扇面」1780年頃
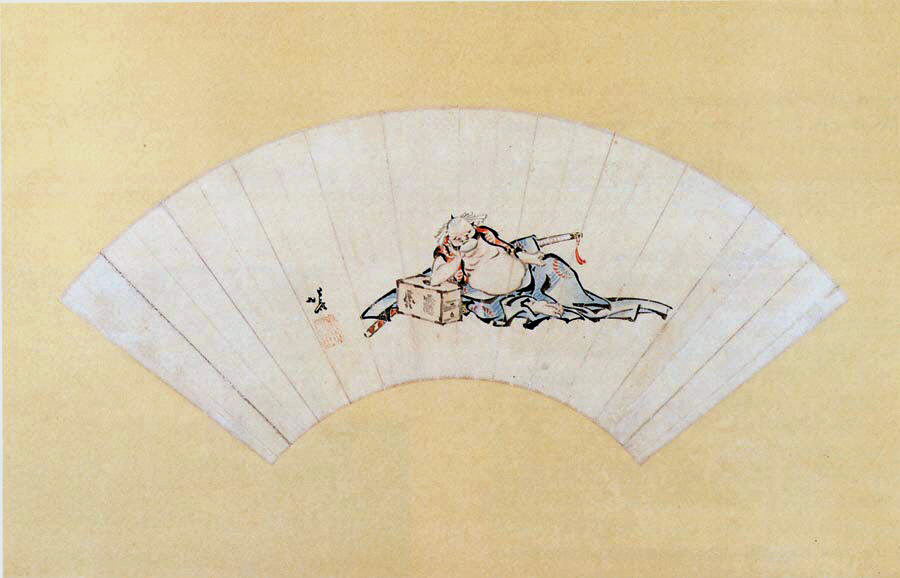
葛飾北斎1808年
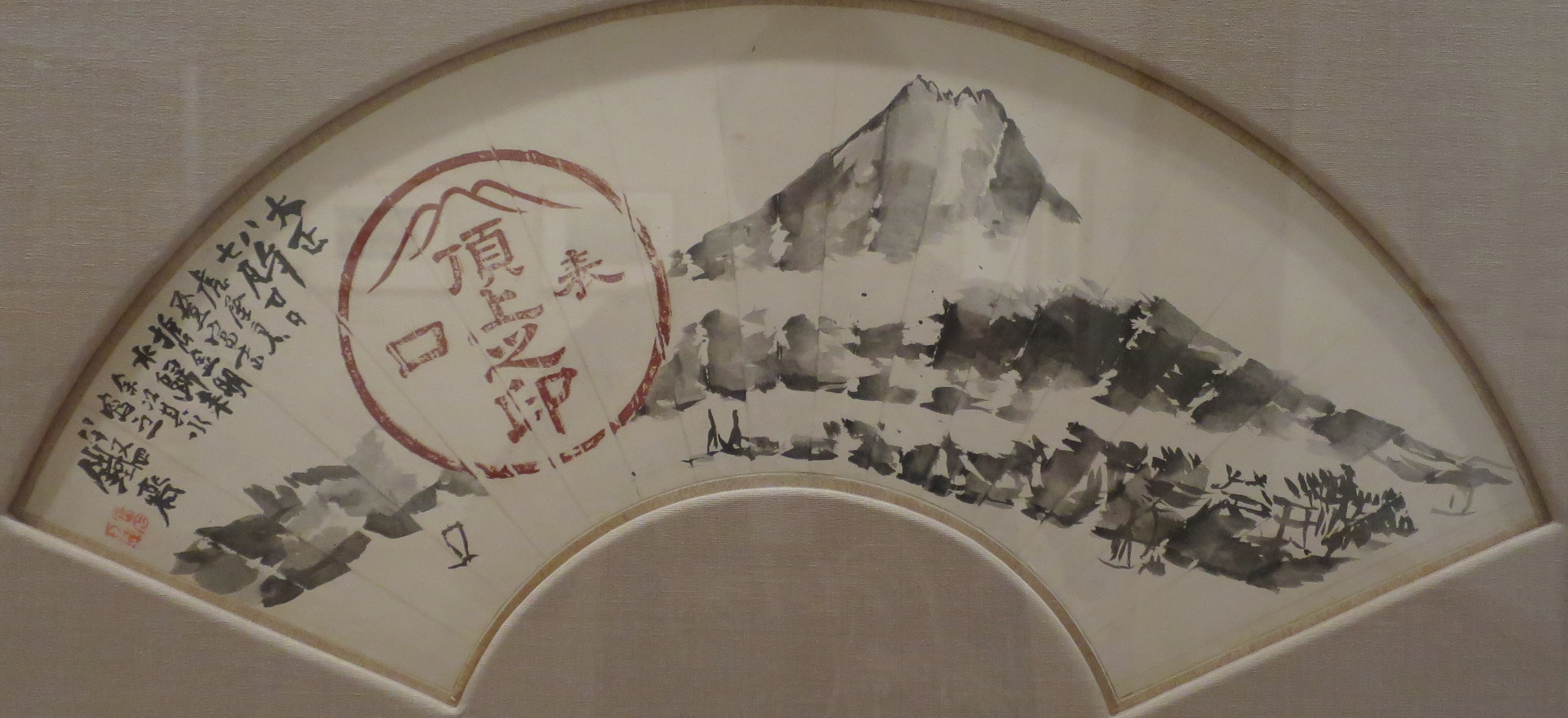
富岡鉄斎「富士山山頂」1919年

## 作品
- 鳥居清信 「節分図」 紙本淡彩 東京国立博物館所蔵
- 鳥居清長「草摺引図」 紙本着色 東京国立博物館所蔵
- 喜多川歌麿 「遊女道中図」 紙本着色 東京国立博物館所蔵
- 鳥文斎栄之 「見立普賢図」 紙本着色 東京国立博物館所蔵
- 歌川豊国 「遊女図」 紙本金地着色 東京国立博物館所蔵
- 歌川国芳 「九紋龍図」 紙本着色 東京国立博物館所蔵
- 歌川国貞 「雪中観梅」 太田記念美術館所蔵
- 歌川国貞「合奏の男女」 太田記念美術館所蔵
- 歌川国貞 「あらい髪」 太田記念美術館所蔵
- 英慶子 「驟雨図」 紙本着色 東京国立博物館所蔵
- 高嵩渓 「錣引」 太田記念美術館所蔵
- 葛飾北斎 「縁台の三美人」 太田記念美術館所蔵
- 河鍋暁斎 「山姥と金太郎」 太田記念美術館所蔵
- 酒井抱一 「雷神」 太田記念美術館所蔵
- 鈴木其一 「彼岸桜」 太田記念美術館所蔵
- 長沢蘆鳳 「萩に小禽」 太田記念美術館所蔵